# سوس آوتیسیان
سوس واهه‌یی آوتیسیان (ارمنی: Սոս Վահեի Ավետիսյան؛ زادهٔ ۲۱ ژوئن ۱۹۸۹) یک سیاستمدار اهل ارمنستان است که از تاریخ ۲۰۱۹ تا تاریخ ۲۰۲۱ سمت نمایندگی دوره هفتم مجلس ملی جمهوری ارمنستان را برعهده داشت.

## زندگی‌نامه
در ۲۱ ژوئن ۱۹۸۹ در آرارات به دنیا آمد و از دانشگاه دولتی ایروان و دانشگاه آکسفورد فارغ‌التحصیل شد. 